# Confine tra Kazakistan e Kirghizistan
Il confine tra il Kazakistan e il Kirghizistan è lungo circa 1212 km e parte dalla triplice frontiera con l'Uzbekistan alla triplice frontiera con la Cina. Bishkek, la capitale del Kirghizistan, si trova a soli 16 km a sud di tale confine e Almaty (la città più grande del Kazakistan ed ex capitale) si trova a soli 29 km a nord di esso.

## Geografia
Il confine inizia a ovest dalla triplice frontiera con l'Uzbekistan nella catena dei Monti Ugam e poi procede in direzione nord-est, oltre Taraz, e lungo le montagne kirghise Alatau. Il confine traccia quindi un arco intorno a Kara-Balta, prima di seguire il fiume Chu oltre Bishkek e Tokmok. Lasciando il Chu vicino alla città di Kara-Bulak, il confine procede poi verso est attraverso la catena di Küngöy Ala-Too, a nord del lago Issyk-Kul, fino alla triplice frontiera con la Cina. 
La tratta ferroviaria kazaka Taraz - Aktobe attraversa brevemente il Kirghizistan. Ciò è un lascito dell'era sovietica nella quale le infrastrutture erano costruite senza riguardo a ciò che erano allora i confini interni delle repubbliche socialiste. 

## Storia
La Russia aveva conquistato l'Asia centrale nel XIX secolo, annettendo i Khanati di Kokand e Khiva, precedentemente indipendenti, e l'Emirato di Bukhara. Dopo che i comunisti presero il potere nel 1917 e crearono l'Unione Sovietica, fu deciso di dividere l'Asia centrale in repubbliche su base etnica in un processo noto come Delimitazione Territoriale Nazionale (o DNT). Ciò era in linea con la teoria comunista secondo cui il nazionalismo era un passo necessario sulla via verso una società finalmente comunista.
I sovietici miravano a creare repubbliche etnicamente omogenee, sebbene molte aree fossero etnicamente miste (ad esempio la valle di Ferghana) e spesso si rivelò difficile assegnare un'etichetta etnica "corretta" ad alcuni popoli (ad esempio la comunità mista tagico-uzbeka Sart, o le varie Tribù turkmene / uzbeke lungo l'Amu Darya).Inoltre l'NTD mirava anche a creare entità "vitali", legate ad aspetti economici, geografici, agricoli e infrastrutturali che superavano quelli su base etnica. Il tentativo di bilanciare questi obiettivi contraddittori all'interno di un quadro nazionalista globale si è rivelato estremamente difficile e spesso impossibile, con il risultato di tracciare confini spesso tortuosi, enclavi multiple e l'inevitabile creazione di grandi minoranze che finirono per vivere nella repubblica "sbagliata". Inoltre, i sovietici non hanno mai voluto che tali confini diventassero frontiere internazionali come lo sono tutt'oggi. 

Asia centrale sovietica nel 1922 prima della delimitazione nazionale

La delimitazione dell'area lungo linee etniche era stata proposta già nel 1920. In quel momento l'Asia centrale era costituita da due Repubbliche Socialiste Sovietiche Autonome (RSSA) all'interno della SFSR russa: la RSSA del Turkestan, creata nell'aprile 1918 e che copre gran parte di ciò che sono adesso il Kazakistan meridionale, l'Uzbekistan e il Tagikistan, nonché il Turkmenistan), e la Repubblica Socialista Sovietica Autonoma Kirghisa, che fu creata il 26 agosto 1920 nel territorio più o meno coincidente con la parte settentrionale dell'odierno Kazakistan (in quel periodo i kazaki erano indicati come "kirghisi" e gli attuali kirghisi erano considerati un sottogruppo dei kazaki e indicati come "karakirghisi", ovvero abitanti di montagna "neri-kirghisi"). Vi erano inoltre le due "repubbliche" che si erano succedute all'Emirato di Bukhara e al Khanato di Khiva e che furono trasformate nelle Repubbliche Sovietiche Popolari di Bukhara e Khorezm, dopo l'acquisizione da parte dell'Armata Rossa nel 1920.
Il 25 febbraio 1924 il Politburo e il Comitato centrale del Partito comunista dell'Unione Sovietica annunciarono che avrebbero proceduto con la delimitazione territoriale in Asia centrale. Il processo doveva essere supervisionato da un comitato speciale dell'Ufficio dell'Asia Centrale, con tre sottocomitati per ciascuna di quelle che erano considerate le principali nazionalità della regione (kazaki, turkmeni e uzbeki), con un lavoro quindi estremamente rapido. Vi erano piani iniziali per mantenere possibilmente le Repubbliche socialiste di Khorezm e Bukhara, ma alla fine fu deciso di dividerle nell'aprile 1924, a causa dell'opposizione dei loro partiti comunisti. 
La creazione del confine kazako-kirghiso fu ostacolata dalle controversie legate al fatto che i kirghisi (allora chiamati "karakirghisi") fossero un popolo separato dai kazaki (allora chiamati "kirghisi"), poiché erano abitanti semi-nomadi delle regioni montuose. Si decise che i karakirghisi erano abbastanza differenti da garantire loro la creazione di un Oblast autonomo all'interno della RSFS russa nell'ottobre 1924, con confini corrispondenti a quelli del Kirghizistan moderno. Nel 1925 fu ribattezzato l'Oblast autonomo del Kirghizistan per poi divenire Repubblica Socialista Sovietica Kirghisa nel 1936.
Il confine è diventato una frontiera internazionale nel 1991 in seguito alla dissoluzione dell'Unione Sovietica e all'indipendenza delle repubbliche costituenti. I due paesi hanno iniziato a lavorare per delimitare il loro confine comune negli anni '90 e 2000 in uno spirito di cooperazione in netto contrasto con la maggior parte degli altri stati ex-sovietici dell'Asia centrale. Il 15 dicembre 2001 è stato firmato un trattato di confine definitivo, entrato in vigore nel 2008, con il confine delimitato sul terreno negli anni successivi.

## Valichi di frontiera
- Aisha Bibi (KAZ) - Chongkapka (KGZ) (strada)[20]
- Merke (KAZ) - Kara-Balta (KGZ) (strada e ferrovia)
- Korday (KAZ) - Lugovoye / Akjol (KGZ) (strada)
- Khun Chi (KAZ) - Kara-Su (KGZ) (strada)
- Avtodorozhniy (KAZ) - Kenbulun (KGZ) (strada, solo abitanti locali)
- Kegen (KAZ) - Tüp (KGZ) (strada)
- Almaty (KAZ) – Chong-Sary-Oy (KGZ) (roadstrada e trekking attraverso il Passo Ozerny/Pereval Ozernyy)[21]

## Insediamenti vicino al confine

### Kazakistan
- Taraz
- Kasyk
- Korday

### Kirghizistan
- Kök-Say
- Amanbayevo
- Sheker
- Pokrovka
- Kyzyl-Adyr
- Köpürö-Bazar
- Chaldybar, Chuy
- Kaindy
- Kamyshanovka
- Vasil'yevka
- Birdik
- Ivanovka
- Tokmok
- Kara-Bulak
- Tüp

## Mappe storiche
Mappe storiche in lingua inglese del confine tra la RSS kazaka e RSS kirghisa, dalla metà alla fine del XX secolo:

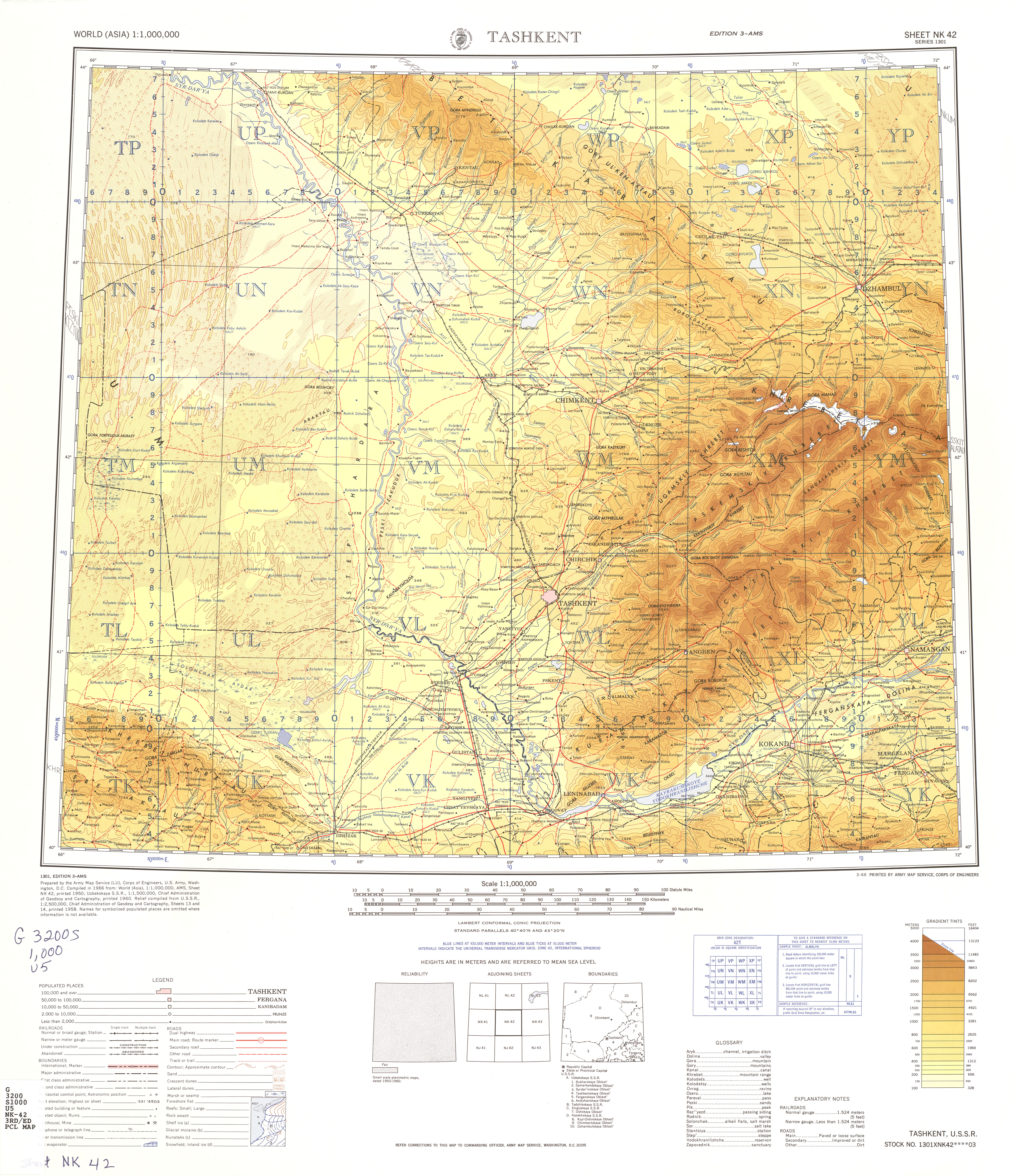
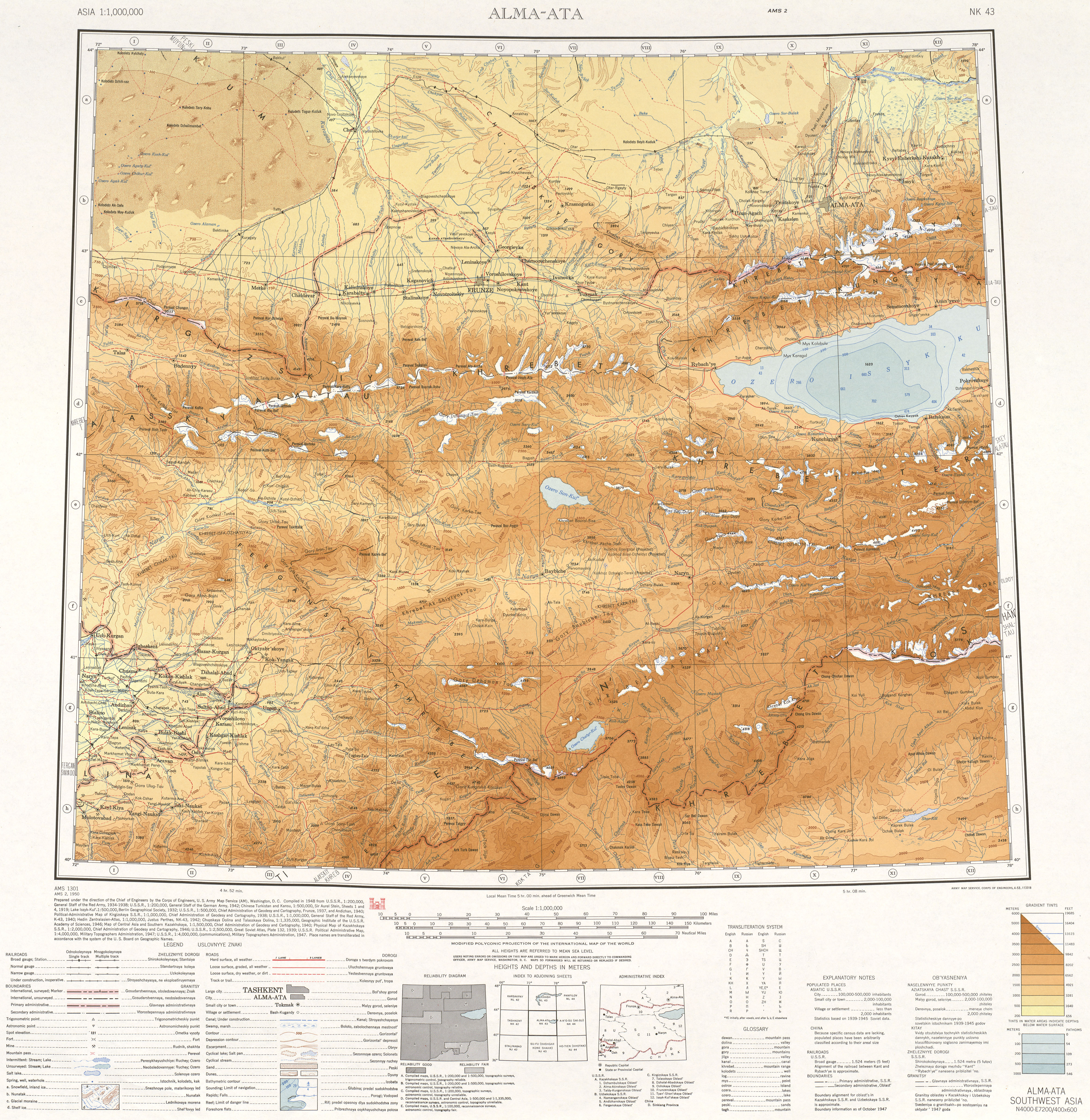
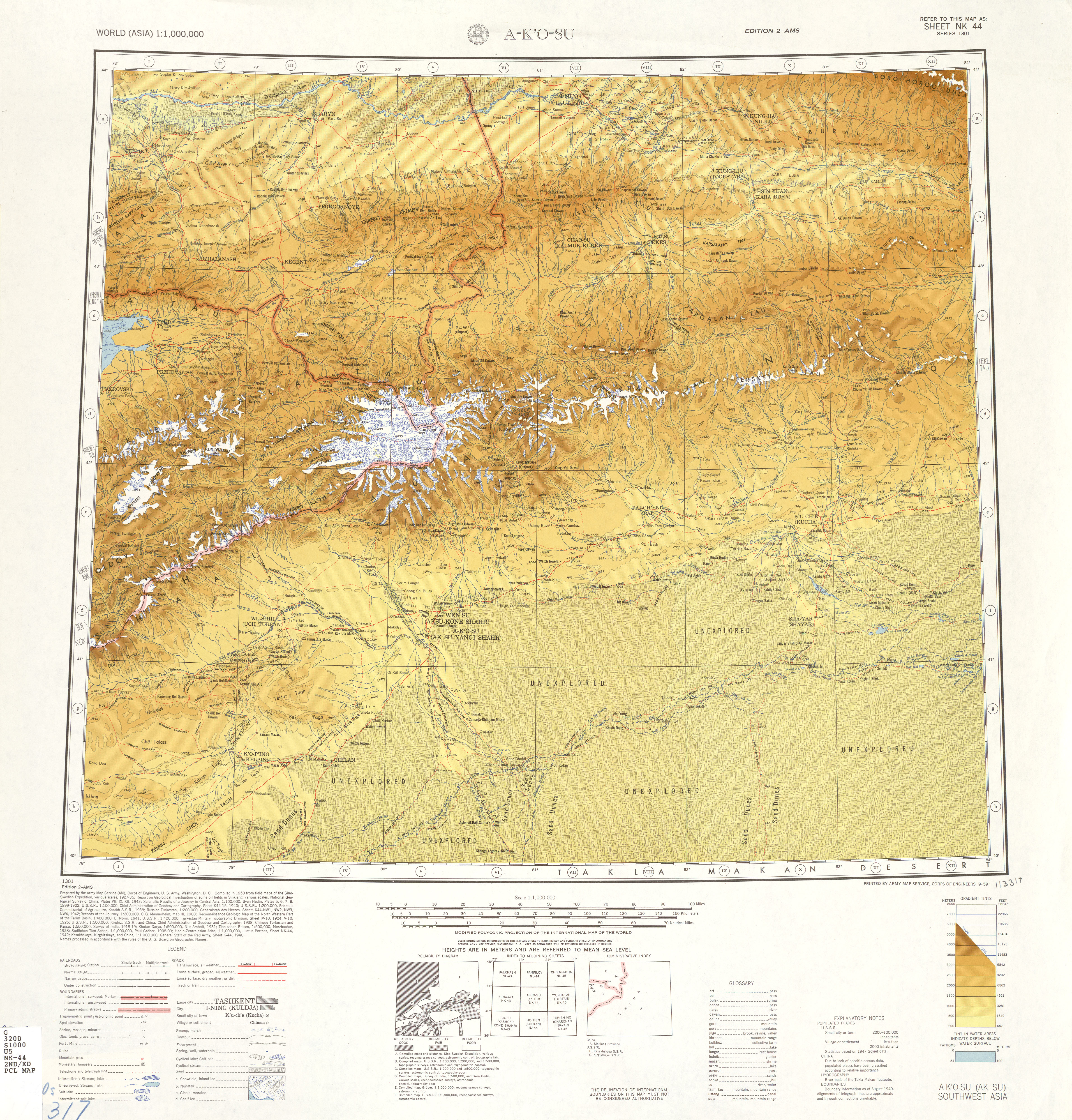